# Jumpcut (personaggio)
Jumpcut è un personaggio dei fumetti pubblicati dalla Marvel Comics, è stato un avversario dell'Uomo Ragno 2099.

## Biografia del personaggio
Jumpcut era un serial-killer che usava teleportarsi nelle case delle sue vittime e trucidarle con i suoi artigli laser. Convinto che un hacker, tale Ray "Cathodic", avesse registrato la sua identità su di un video, in realtà era quasi riuscito a catturare un'immagine dell'Uomo Ragno senza maschera, aveva attaccato il pirata informatico che con uno stratagemma era riuscito a scappare. Ray aveva contattato il tessiragnatele e lo aveva spinto a combattere contro Jumpcut che, sebbene sconfitto, era riuscito a fuggire con il disco che riteneva contenere il suo segreto. Scoperto lo sbaglio, Jumpcut era tornato nel rifugio dell'hacker e aveva ingaggiato una nuova battaglia con l'arrampicamuri. Nel tentativo di fuggire si teletrasportò ma, accecato dalla tela dell'Uomo Ragno, si rimaterializzò dentro una parete di monitor morendo sul colpo.

## Poteri e abilità
Jumpcut era dotato di un costume che gli permetteva di teleportarsi ed emettere laser dalla punta delle dita.